# Вооружённый человек (месса)
«Вооружённый челове́к» (англ. The Armed Man) — ораториальное произведение Карла Дженкинса, имеющее подзаголовок «A Mass for Peace» («Месса мира»). Одно из самых часто исполняемых сочинений композитора, которое принесло ему всемирную известность.
Как и написанный в 1962 году «Военный Реквием» Бенджамина Бриттена, «Месса мира» — это антивоенное произведение, основанное на католической мессе, которую Дженкинс объединяет с другими источниками: например, народной песней XV века L’homme armé (с фр. — «Вооружённый человек»), давшей название всему произведению. Наряду с христианскими молитвами звучит мусульманский призыв к молящимся Allahu Akbar. Дженкинс стремился сделать своё сочинение мультикультурным, подчёркивая тем самым универсальность основной антивоенной идеи. Дженкинс написал это произведение по заказу Королевского Оружейного Музея для празднований Миллениума и открытия в 1996 году нового отделения музея в городе Лидс, куда переезжала основная экспозиция из лондонского Тауэра, и посвятил его жертвам войны в Косово.

## Музыка
Месса начинается с топота солдатских сапог. Солдатский марш сопровождается песней, мелодию которой Дженкинс сначала поручает флейте пикколо, имитируя звучание военного оркестра. Армия приближается, слышен грохот барабанов. Звучность нарастает с каждым новым проведением темы, обрушиваясь к концу части тройным «форте». В полной тишине муэдзин призывает к молитве. Вслед за мусульманами молятся христиане. Композитор стилизует старинную церковную музыку: полифонию Палестрины (раздел Christe, eleison), григорианский хорал (псалмы). Но молитвы, обращённые к Богу, не всегда о мире: воины просят Бога благословить их на битву за отечество. Дженкинс показывает образ «благородной войны», романтизированной войны. Но война — это ад: в седьмой части начинается настоящая канонада с криками «Заряжай!», грохотом орудий, ревом труб. Это «апофеоз войны», торжество смерти: звучат полные ужаса крики погибающих. Наступает переломный момент: между 7-й и 8 частями Дженкинс предписал 30 секунд полной тишины, после чего солирующая труба играет Last Post («Последняя застава») — мелодию, которую в Англии исполняют на военных похоронах. И сразу вслед за этим очевидец рассказывает о гибели Хиросимы. Последние части мессы выражают надежду на преображение человечества, на жизнь без войны. Звучит знакомый мотив песни «Вооруженный человек», но с новыми словами, несущими простую истину: «Лучше мир, чем война».

## Части
1. The Armed Man — L’Homme Armé (Вооружённый человек) — Хор
2. Call to Prayers (Призыв к молитвам) — Муэдзин
3. Kyrie (Господи, помилуй) — Сопрано и хор
4. Save Me from Bloody Men (Спаси меня от кровожадных) — Тенора и басы
5. Sanctus (Свят) — Хор
6. Hymn Before Action (Гимн перед битвой) — Хор
7. Charge! (В атаку!) — Хор
8. Angry Flames (Гневное пламя) — Сопрано и хор
9. Torches (Факелы) — Хор
10. Agnus Dei (Агнец Божий) — Хор
11. Now the Guns Have Stopped (Когда смолкла стрельба) — Сопрано и хор
12. Benedictus (Благословен) — Хор
13. Better is peace (Лучше мир) — Хор

## Перевод
В дополнении к каноническим частям мессы (Kyrie, Sanctus, Agnus Dei, Benedictus) тексты включают в себя слова из других религиозных и исторических источников, в том числе исламский призыв к молитве, фрагменты из Библии и Махабхараты. Они звучат на французском, арабском, английском и латинском языках.
| 1  | Французская песня эпохи Возрождения «L’homme armé» (французский язык) | L’homme, l’homme, l’homme armé L’homme armé doit on douter? On a fait partout crier, Que chacun se viegne armer D’un haubregon de fer. | Вооружённый человек… вооружённого человека следует бояться? Повсюду возглашают, что каждый должен одеться в железные доспехи. |
| 2  | Азан (араб. أذان‎ — объявление, приглашение‎)                           | āllahu ākbar āsh’hadu ān lā ilaha illā-llah āsh’hadu ānna mūhammadār rasūlu-llah hayyā `alā-s-salah hayyā `alā-l-falāh ās-salatu khaīrum min ān-naūm āllahu ākbar lā ilaha illā-llah | Аллах Велик! Я свидетельствую, что нет божества, кроме Аллаха Я свидетельствую, что Мухаммад — посланник Аллаха! Идите на молитву! Ищите спасения! Молитва лучше сна! Аллах Велик! Нет божества, кроме Аллаха! |
| 3  | Католическая месса (Греческий язык)                                   | Kyrie eleison, Christe eleison. | Господи, помилуй, Христос, помилуй. |
| 4  | Библия. Ветхий Завет. Книга Псалтирь. Главы 56:2-3                    | Be merciful unto me, O God: For man would swallow me up. He fighting daily oppresseth me. Mine enemies would daily swallow me up: For they be many that fight against me. O thou most High. | Помилуй меня, Боже! ибо человек хочет поглотить меня; нападая всякий день, теснит меня. Попирали меня враги мои весь день, ибо много восстающих на меня, о, Всевышний! |
| 4  | Библия. Ветхий Завет. Книга Псалтирь. Главы 59:2-3                    | Defend me from them that rise up against me. Deliver me from the workers of iniquity, and save me from bloody men. | Защити меня от восстающих на меня. Избавь меня от делающих беззаконие; и от мужей кровожадных спаси меня. |
| 5  | Католическая месса (латинский язык)                                   | Sanctus, Sanctus, Sanctus Dominus Deus Sabaoth, Deus Sabaoth. Pleni sunt caeli et terra, et terra gloria tua. Hosanna in excelsis. | Свят, Свят, Свят Господь Бог Саваоф, Бог Саваоф. Полны небо и земля, небо и земля и земля славой Твоей. Осанна в вышних! |
| 6  | Редьярд Киплинг                                                       | The earth is full of anger, The seas are dark with wrath, The Nations in their harness Go up against our path: Ere yet we loose the legions Ere yet we draw the blade, Jehovah of the Thunders, Lord God of Battles, aid! High lust and forward bearing, Proud heart, rebellious brow, Deaf ear and soul uncaring, We seek Thy mercy now! The sinner that forswore Thee, The fool that passes Thee by, Our times are known before Thee, Lord grant us strength to die! | Земля дрожит от гнева, И тёмен океан, Пути нам преградили Мечи враждебных стран. Когда потоком диким Нас потеснят враги, Йегова, Гром небесный, Бог Сечи, помоги! С высоким, гордым сердцем, Суровые в борьбе, С душою безмятежной, Приходим мы к тебе! Иной неверно клялся, Иной бежал, как тать, Ты знаешь наши сроки - Дай сил нам — умирать! |
| 7  | Джон Драйден                                                          | The trumpets loud Clangour Excites us to Arms With shrill notes of anger And mortal alarms. | Громкий звук труб Призывает нас к оружию С пронзительными криками гнева И с беспощадными сигналами тревоги. |
| 7  | Джонатан Свифт                                                        | How blest is he who for his country dies! | Как блажен тот, кто умирает за свою страну! |
| 7  | Джон Драйден                                                          | The double beat of the thundering drum Cries Hark! the foes come. Charge, ‘tis too late to retreat, Charge! | Удвоенный бой грохочущих барабанов, Крики: Чу! Враги приближаются. В атаку, слишком поздно отступать, В атаку! |
| 8  | Тогэ Санкити                                                          | Pushing up through smoke From a world half darkened By overhanging cloud The shroud that mushroomed out And struck the dome of the sky, Black, Red, Blue Dance in the air, Merge scatter glittering sparks, Already tower over the whole city. Quivering like seaweed, the mass of flames spurts forward. Popping up in the dense smoke, Crawling out wreathed in fire; Countless human beings on all fours. In a heap of embers that erupt and subside, Hair rent, Rigid in death, There smoulders a curse. | Продираясь сквозь дым, Поглотивший половину мира, Огромный гриб восстал, Закрыв собой все небо. Черные, красные, синие сполохи Пляшут в воздухе, сливаясь, Разбрасывая сверкающие искры Над всем городом. Трепещущее как морская трава Пламя рвется вперед. Из густого дыма выползают на четвереньках Бесчисленные человеческие существа, Объятые огнём; Обращаясь в угли, То вспыхивая, то тлея, Безволосые, Застывшие в смерти. Их поразило проклятье. |
| 9  | Махабхарата                                                           | The animals scattered in all directions, screaming terrible screams. Many were burning, others were burnt All were shattered and scattered mindlessly, their eyes bulging. Some hugged their sons, others their fathers and mothers, unable to let them go, and so they died. Others leapt up in their thousands, faces disfigured and were consumed by the Fire. Everywhere were bodies squirming on the ground, wings, eyes and paws all burning. They breathed their last as living torches. | Животные бросились в разные стороны, Страшно крича. Одни уже сгорели, другие ещё пылали. Все вокруг рушилось; они бессмысленно метались; глаза их вылезали из орбит. Матери цеплялись за детей, Дети — за родителей, И не могли их выпустить. Так они и погибли. Тысячи других бились на земле, С оскаленными мордами. Их поглотил огонь. Повсюду на земле валялись тела, Крылья, глаза, лапы — все горело. Они встретили свою смерть как живые факелы. |
| 10 | Католическая месса (латинский язык)                                   | Agnus Dei, qui tollis peccata mundi, Miserere nobis. Agnus Dei qui tollis peccata mundi, dona nobis pacem. | Агнец Божий, принимающий грехи мира, помилуй нас. Агнец Божий, принимающий грехи мира, даруй нам мир. |
| 11 | Гай Уилсон                                                            | Silent, So silent, now. Now the guns have stopped. I have survived all, I who knew I would not. But now you are not here. I shall go home alone; And must try to live as before. And hide my grief For you, my dearest friend, who should be with me now, Not cold, too soon. And in your grave. Alone. | Как тих стал мир, Когда умолкло оружие. Выжить было невозможно, Но я выжил — один из всех. Ты теперь не со мной. Я вернусь домой один И буду пытаться жить как прежде. Жить, скрывая скорбь. Ведь ты, мой друг, Покинул меня так рано И теперь один В холодной могиле. |
| 12 | Католическая месса (латинский язык)                                   | Benedictus qui venit in nomine Domini, Hosanna in excelsis. | Благословен грядый во имя Господне, Осанна в вышних |
| 13 | Сэр Томас Мэлори                                                      | Better is peace than always war and better is peace than evermore war. The Armed Man must be feared; everywhere it has been decreed That every man should arm himself with an Iron Coat of mail. Ring out the thousand years of old. Ring in the thousand years of peace. Ring out the old, ring in the new. Ring happy bells across the snow: The year is going to let him go; Ring out the false, ring in the true. Ring out old shapes and foul disease; Ring out the narrowing lust of Gold; Ring out the thousand wars of old; Ring in the thousand years of peace. Ring in the valiant man and free, the large heart, The kindlier hand. Ring out the darkness of the land; Ring in the Christ that is to be. | Лучше мир, чем вечная война, И лучше мир, чем вечно продолжающаяся война. Вооруженного человека следует бояться; Повсюду было постановлено Что каждый человек должен вооружиться Железной кольчугой. Зазвучите тысячелетие старого. Встречайте тысячелетие мира. Зазвучите старое, встречайте новое. Зазвучите счастливые колокола по снегу: Год собирается покинуть его; Зазвучите фальшивое, встречайте истинное. Зазвучите старые формы и гнусные болезни; Зазвучите сужение жадности золота; Зазвучите тысячи войн старого; Зазвучите тысячелетие мира. Встречайте отважного и свободного человека, с широким сердцем, С более добрыми руками. Зазвучите тьму земли; Встречайте Христа, который предстоит. |
| 13 | Альфред лорд Теннисон                                                 | | |
| 13 | Откровение Иоанна Богослова 21:4                                      | God shall wipe away all tears, and there shall be no more death. Neither sorrow nor crying. Neither shall there be any more pain. Praise the Lord! | И отрет Бог всякую слезу с очей их, и смерти не будет уже; ни плача, ни вопля, ни болезни уже не будет. Хвалите Господа. |